# Schleswig-Holstein-Sonderburg-Glücksburg

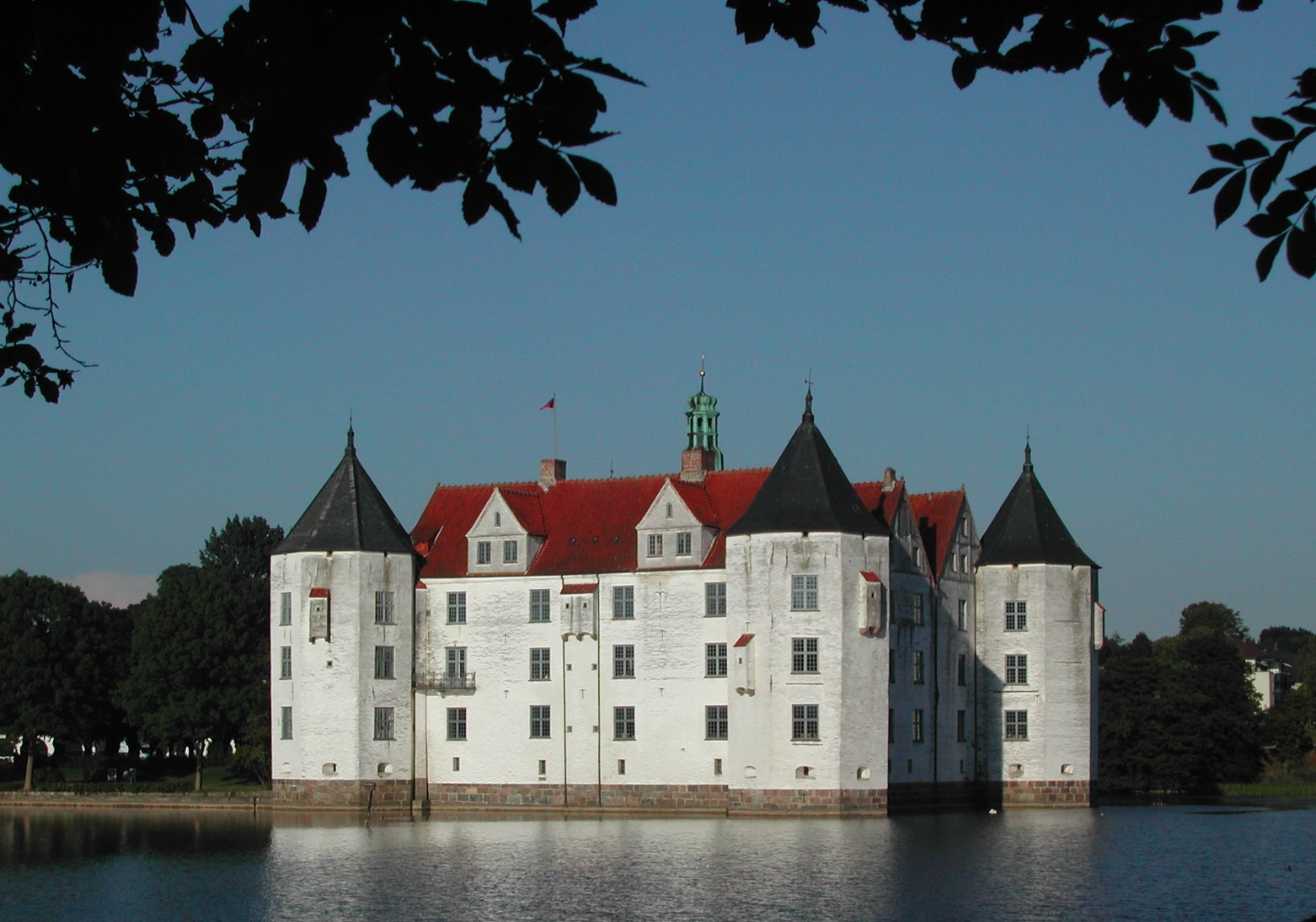
Il castello avito della famiglia, a Glücksburg, nello Schleswig-Holstein

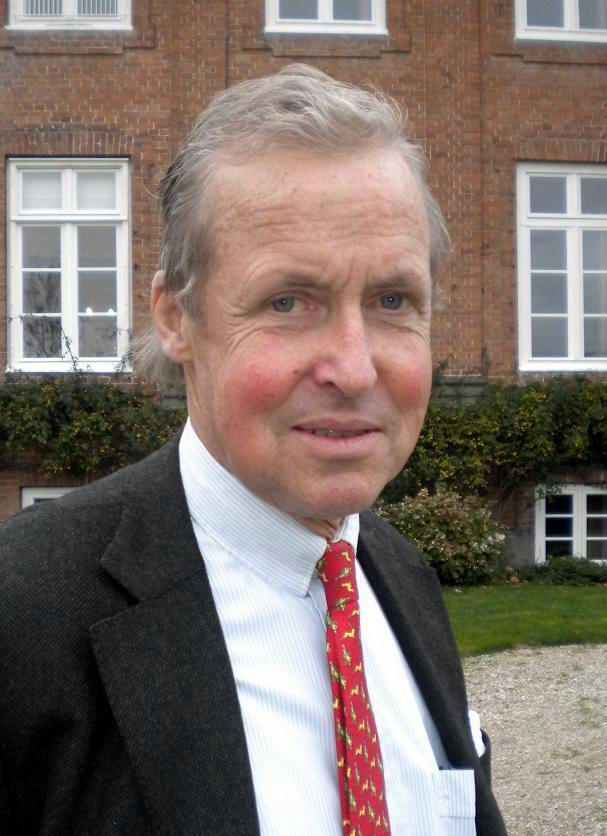
Il duca Cristoph di Schleswig-Holstein, capo del casato di Glücksburg e di tutto il casato degli Oldenburg dal 1980 al 2023

Schleswig-Holstein-Sonderburg-Glücksburg (in danese: Slesvig-Holsten-Sønderborg-Lyksborg, o Glücksborg), da Glücksburg nella parte più settentrionale della Germania, è un ramo del casato degli Oldenburg (in lingua danese: Oldenborg), da cui hanno avuto origine le casate reali di Danimarca, Norvegia, Regno Unito e la deposta casata reale di Grecia.
Questo particolare ramo deriva dai duchi di Schleswig-Holstein-Sonderburg-Beck: l'ultimo di loro, Federico Guglielmo, divenne duca di Glücksburg e cambiò il suo titolo in "duca di Schleswig-Holstein-Sonderburg-Glücksburg-Beck". Né i duchi di Beck, né i duchi di Glücksburg furono sovrani, ma tennero le loro terre come feudi dei duchi sovrani di Schleswig e Holstein, dei re di Danimarca e (dopo il 1773) dei duchi di Holstein-Gottorp.
Federico Guglielmo era sposato con Luisa Carolina, principessa di Assia-Kassel, una nipote del re Federico V di Danimarca. Il suo quarto figlio, Cristiano, venne scelto dal re Federico VII di Danimarca, che non aveva figli che potessero succedergli, come suo erede. Cristiano era sposato alla cugina del re, Luisa d'Assia.
Guglielmo, il secondo figlio del principe ereditario Cristiano e della principessa Luisa, venne eletto re di Grecia il 30 marzo 1863 per succedere al deposto Ottone I di Grecia dei Wittelsbach, e prese il nome di Giorgio I di Grecia. Suo padre divenne re di Danimarca come "Cristiano IX" il 15 novembre 1863.
Carlo, secondo figlio di Federico VIII di Danimarca (a sua volta figlio maggiore di Cristiano IX), divenne re di Norvegia il 18 novembre 1905 come Haakon VII di Norvegia.
Le figlie di Cristiano IX, Alessandra e Dagmar (che prese il nome di Maria Feodorovna), sposarono rispettivamente Edoardo VII d'Inghilterra e Alessandro III di Russia. Nel 1914 i discendenti del re Cristiano IX di Danimarca sedevano su tanti troni europei quanto quelli della regina Vittoria.

## Duchi di Glücksburg (1825-1931)
- 1816-31 Federico Guglielmo
- 1831-63/78 Carlo
- 1863-66/85 Federico
- 1885-1931 Federico Ferdinando

dal 1931 il titolo diviene "duca di Schleswig-Holstein"

## Duchi di Schleswig-Holstein (dal 1931)
(titolo appartenente agli Schleswig-Holstein-Sonderburg-Augustenburg)
- 1931-34 Federico Ferdinando
- 1934-65 Guglielmo Federico
- 1965-80 Pietro
- 1980-2023 Cristoforo
- 2023- Federico Ferdinando (nato nel 1985); erede: Alfredo (nato nel 2019)

## Re di Danimarca (Schleswig-Holstein-Sonderburg-Glücksburg-Beck), dal 1863
- Cristiano IX di Danimarca (1818 - 1906, regnante 1863 - 1906).
- Federico VIII di Danimarca (1843 - 1912, regnante 1906 - 1912).
- Cristiano X di Danimarca (1870 - 1947, regnante 1912 - 1947).
- Federico IX di Danimarca (1899 - 1972, regnante 1947 - 1972).
- Margherita II di Danimarca (1940 -, regnante 1972 - 2024).
- Federico X di Danimarca (1968 -, regnante dal 2024).

## Re di Grecia (Schleswig-Holstein-Sonderburg-Glücksburg-Beck), 1863-1973
- Giorgio I di Grecia (1845 - 1913, regnante 1863 - 1913).
- Costantino I di Grecia (1868 - 1923, regnante 1913 - 1917, 1920 - 1922).
- Alessandro di Grecia (1893 - 1920, regnante 1917 - 1920).
- Giorgio II di Grecia (1890 - 1947, regnante 1922 - 1923, 1935 - 1947).
- Paolo di Grecia (1901 - 1964, regnante 1947 - 1964).
- Costantino II di Grecia (1940 - 2023, regnante 1964 - 1973).

## Re di Norvegia (Schleswig-Holstein-Sonderburg-Glücksburg-Beck), dal 1905
- Haakon VII di Norvegia (1872 - 1957, regnante 1905 - 1957).
- Olav V di Norvegia (1903 - 1991, regnante 1957 - 1991).
- Harald V di Norvegia (1937 -, regnante dal 1991).

## Re del Regno Unito (Windsor), dal 2022
- Carlo III del Regno Unito (1948 -, regnante dal 2022).

## Altre persone di spicco
- Filippo di Edimburgo (1921-2021), nipote di Giorgio I di Grecia, figlio del principe Andrea di Grecia, consorte di Elisabetta II del Regno Unito. Tutti gli ordini di successione (agnatizi) discendono da Filippo, incluso Carlo III del Regno Unito, primo re inglese ad appartenere a questa casata che formalmente mantiene il nome Windsor. Tuttavia, tutti i discendenti dal Duca di Edimburgo, quando non utilizzano titoli reali, prendono il cognome di Mountbatten-Windsor.
- Regina Sofia di Grecia, moglie del re Juan Carlos I di Spagna è anche membro di questa famiglia, in quanto nata principessa di Grecia e sorella del re Costantino II di Grecia.
- Regina Anna Maria di Danimarca, moglie del re Costantino II di Grecia è membro di questa famiglia in quanto era principessa di Danimarca e sorella della regina Margherita II di Danimarca.
- Irene di Grecia, duchessa d'Aosta e regina di Croazia, sorella di Paolo di Grecia.
- Cristoforo di Grecia (1888-1940), figlio di Giorgio I di Grecia.

## Genealogia maschile
Federico Guglielmo di Schleswig-Holstein-Sonderburg-Glücksburg (4 gennaio 1785 - 17 febbraio 1831) - sposò il 26 gennaio 1810 Luisa Carolina d'Assia-Kassel (28 settembre 1789 - 13 marzo 1867):
1. Luisa Maria Federica (23 ottobre 1810 - 11 maggio 1869)
2. Federica di Schleswig-Holstein-Sonderburg-Glücksburg (9 ottobre 1811 - 10 luglio 1902) - sposò il 30 ottobre 1834 Alessandro Carlo di Anhalt-Bernburg (2 marzo 1805 - 19 agosto 1863)
3. Carlo (30 settembre 1813 - 24 ottobre 1878) - sposò il 19 maggio 1838 Guglielmina Maria di Danimarca (18 gennaio 1808 - 30 maggio 1891):
4. Federico (23 ottobre 1814 - 27 novembre 1885) - sposò il 16 ottobre 1841 Adelaide di Schaumburg-Lippe (9 marzo 1821 - 30 luglio 1899):
  1. Maria Carolina Augusta Ida Luisa (27 febbraio 1844 - 16 settembre 1932) - sposò Guglielmo d'Assia-Philippsthal-Barchfeld (3 ottobre 1831 - 17 gennaio 1890): con discendenza;
  2. Federico Ferdinando (12 ottobre 1855 - 21 gennaio 1934) - sposò il 19 marzo 1885 Carolina Matilde di Schleswig-Holstein-Sonderburg-Augustenburg (25 gennaio 1860 - 20 febbraio 1932):
    1. Vittoria Adelaide (31 dicembre 1885 - 3 ottobre 1970) - sposò l'11 ottobre 1905 Carlo Edoardo di Sassonia-Coburgo-Gotha (19 luglio 1884 - 6 marzo 1954): con discendenza;
    2. Alessandra Vittoria (21 aprile 1887 - 15 aprile 1957) - sposò il 22 ottobre 1908 Augusto Guglielmo di Prussia (29 gennaio 1887 - 25 marzo 1949), divorziando nel 1920: con discendenza; sposò poi il 7 gennaio 1922 Arnold Rumann, divorziando nel 1933
    3. Elena Adelaide (1 giugno 1888 - 30 giugno 1962) - sposò il 28 aprile 1909 Harald di Danimarca (8 ottobre 1876 - 30 marzo 1949): con discendenza;
    4. Adelaide Luisa (19 ottobre 1889 - 11 giugno 1964) - sposò il 1 agosto 1914 Federico di Solms-Baruth: con discendenza;
    5. Guglielmo Federico (23 agosto 1891 - 10 febbraio 1965) - sposò il 5 febbraio 1916 Maria Melita di Hohenlohe-Langenburg (18 gennaio 1899 - 8 novembre 1967):
      1. Hans Alberto (12 maggio 1917 - 10 agosto 1944)
      2. Guglielmo Alfredo (24 settembre 1919 - 17 giugno 1926)
      3. Federico Ernesto (30 aprile 1922 - 30 settembre 1980) - sposò il 9 ottobre 1947 Maria Alice di Schaumburg-Lippe (2 aprile 1923 - 1 novembre 2021):
        1. Marina (1948) - sposò nel 1975 Wilfried von Plotho (1942):
          1. Cristoph (1976) - ha sposato nel 2010 Anahita Varzi (1980):
            1. Antonius (2013)

          2. Irina (1978) - ha sposato nel 2016 Julius von Bethmann-Hollweg (1977):
            1. Nikolai (2017)

        2. Cristoph (1949 - 2023) - sposò il 3 ottobre 1981 Elisabeth di Lippe-Weissenfeld (28 luglio 1957):
          1. Sophie (9 ottobre 1983) - ha sposato nel 2015 Anders Wahlquist: con discendenza;
          2. Friedrich Ferdinand (19 luglio 1985) - ha sposato nel 2017 Anjuta Buchholz (1985): con discendenza;
          3. Constantin (14 luglio 1986) - compagno di Marie Sophia von der Schulenburg (17 aprile 1990): con discendenza;
          4. Leopold (1991)

        3. Alexander (1953) - ha sposato nel 1994 Barbara Fertsch (1961 - 2009):
          1. Elena (1995)
          2. Julian (1997)

        4. Ingeborg (1956) - ha sposato nel 1991 Nikolaus Broschek (1942):
          1. Alexis (1995)

      4. Maria Alessandra (9 luglio 1927 - 14 dicembre 2000)

    6. Carolina Matilde (11 maggio 1894 - 28 gennaio 1972) - sposò il 27 maggio 1920 Hans di Solms-Baruth: con discendenza;

  3. Luisa Carolina (6 gennaio 1858 - 2 luglio 1936) - sposò Giorgio Vittorio di Waldeck e Pyrmont: con discendenza;
  4. Maria Guglielmina (31 agosto 1859 - 26 giugno 1941)
  5. Alberto Cristiano (15 marzo 1863 - 23 aprile 1948)
5. Guglielmo (10 aprile 1816 - 5 settembre 1893)
6. Cristiano IX di Danimarca (8 aprile 1818 - 29 gennaio 1906) - vedi discendenti: linea Danese
7. Luisa (18 novembre 1820 - 30 novembre 1894)
8. Giulio (14 ottobre 1824 - 1 giugno 1903) - sposò il 2 luglio 1883 Elisabeth von Ziegesar (1856 - 1887)
9. Giovanni (5 dicembre 1825 - 27 maggio 1911)
10. Nicola (22 dicembre 1828 - 18 agosto 1849)

### Linea Danese
Cristiano IX di Danimarca (8 aprile 1818 - 29 gennaio 1906), re dal 1863 al 1906 - sposò il 26 maggio 1842 Luisa d'Assia-Kassel (7 settembre 1817 - 29 settembre 1898):
1. Federico VIII di Danimarca (3 giugno 1843 - 14 maggio 1912), re dal 1906 al 1912 - sposò il 28 luglio 1866 Luisa di Svezia (31 ottobre 1851 - 20 marzo 1926):
  1. Cristiano X (26 settembre 1870 - 20 aprile 1947), re dal 1912 al 1947 - sposò il 26 aprile 1898 Alessandrina di Meclemburgo-Schwerin (24 dicembre 1879 - 28 dicembre 1952):
    1. Federico IX (11 marzo 1899 - 14 gennaio 1972), re dal 1947 al 1972 - ha sposato il 24 maggio 1935 Ingrid di Svezia (28 marzo 1910 - 7 novembre 2000):
      1. Margherita II (16 aprile 1940), regina dal 1972 al 2024 - ha sposato il 10 giugno 1967 Henri de Laborde de Monpezat (11 giugno 1934 - 13 febbraio 2018):
        1. Federico X (26 maggio 1968), re dal 2024 - ha sposato il 14 maggio 2004 Mary Donaldson (5 febbraio 1972):
          1. Cristiano (15 ottobre 2005)
          2. Isabella (21 aprile 2007)
          3. Vincent (8 gennaio 2011)
          4. Josephine (8 gennaio 2011)

        2. Gioacchino (7 giugno 1969) - ha sposato il 18 novembre 1995, divorziando il 6 settembre 2004, Alexandra Manley (30 giugno 1964); ha sposato poi Marie Cavallier (6 febbraio 1976) il 24 maggio 2008:
          1. (I) Nikolai (28 agosto 1999)
          2. Felix (22 luglio 2002)
          3. (II) Henrik (4 maggio 2009)
          4. Athena (24 maggio 2012)

      2. Benedetta (29 aprile 1944) - ha sposato il 3 febbraio 1968 Riccardo II di Sayn-Wittgenstein-Berleburg (29 ottobre 1934 - 13 marzo 2017): con discendenza;
      3. Anna Maria (30 agosto 1946) - ha sposato il 18 settembre 1964 Costantino II di Grecia (2 giugno 1940 - 10 gennaio 2023): con discendenza;

    2. Knud (27 luglio 1900 - 14 giugno 1976) - sposò l'8 settembre 1933 Carolina Matilde di Danimarca (27 aprile 1912 - 12 dicembre 1995):
      1. Elisabetta (8 maggio 1935 - 19 giugno 2018)
      2. Ingolf (17 febbraio 1940) - sposò il 13 gennaio 1968 Inge Terney (21 gennaio 1938 - 21 luglio 1996); sposò il 7 marzo 1998 Sussie Hjorhoy (20 febbraio 1950)
      3. Cristiano (22 ottobre 1942 - 22 maggio 2013) - sposò il 27 febbraio 1971 Anne Dorte Maltoft-Nielsen (3 ottobre 1947 - 2 gennaio 2014):
        1. Josephine (29 ottobre 1972) - ha sposato nel 1998 Thomas Christian Schmidt: con discendenza;
        2. Camilla (29 ottobre 1972) - ha sposato, divorziando poi, il 20 maggio 1995 Mikael Rosanes; ha sposato il 25 agosto 2018 Ivan Ottesen: con discendenza primo matrimonio;
        3. Feodora (27 febbraio 1975) - ha sposato nel 2004, divorziando nel 2005, Eric Hervé Patte; ha sposato nel 2008 Morten Ronnow: con discendenza;

  2. Haakon VII di Norvegia (3 agosto 1872 - 21 settembre 1957) - discendenti vedi sotto: Linea norvegese
  3. Luisa (17 febbraio 1875 - 4 aprile 1906) - sposò il 5 maggio 1896 Federico di Schaumburg-Lippe (30 gennaio 1868 - 12 dicembre 1945): con discendenza;
  4. Harald (8 ottobre 1876 - 30 marzo 1949) - sposò il 28 aprile 1909 Elena Adelaide di Schleswig-Holstein-Sonderburg-Glücksburg (1 giugno 1888 - 30 giugno 1962):
    1. Feodora (3 luglio 1910 - 17 marzo 1975) - sposò il 9 settembre 1937 Cristiano di Schaumburg-Lippe (20 febbraio 1898 - 13 luglio 1974): con discendenza;
    2. Carolina Matilde (27 aprile 1912 - 12 dicembre 1995) - sposò l'8 settembre 1933 Knud di Danimarca (27 luglio 1900 - 14 giugno 1976): con discendenza;
    3. Alessandrina Luisa (12 dicembre 1914 - 26 aprile 1962) - sposò il 22 gennaio 1937 Leopoldo di Castell-Castell (14 novembre 1904 - 6 novembre 1941): con discendenza;
    4. Gorm (24 febbraio 1919 - 26 dicembre 1991)
    5. Oluf (10 marzo 1923 - 19 dicembre 1990) - sposò il 4 febbraio 1948 Annie Helene Dorrit Puggard-Muller (8 settembre 1926 - 14 maggio 2013), divorziando nel 1977; sposò poi Lis Wolf-Jurgensen (30 giugno 1935) nel 1982, divorziando nel 1983:
      1. (I) Ulrik Harald Gunnar Oluf (17 dicembre 1950) - sposò il 4 aprile 1981 Tove Waigner Larsen (14 dicembre 1950):
        1. Katharina Dorthea Helene (1 maggio 1981)
        2. Philip Oluf Axel Ulrik (8 maggio 1986)

      2. Charlotte Helene Annie (11 aprile 1953) - sposò il 12 novembre 1977 Jens Philipsen, divorziando nel 1978; sposò poi l'11 aprile 1981 Torben Gyldenfeldt Wulff (15 settembre 1954): con discendenza;

  5. Ingeborg (2 agosto 1878 - 12 marzo 1958) - sposò il 27 agosto 1897 Carlo di Svezia (27 febbraio 1861 - 24 ottobre 1951): con discendenza;
  6. Thyra (14 marzo 1880 - 2 novembre 1945)
  7. Gustavo (4 marzo 1887 - 5 ottobre 1944)
  8. Dagmar (23 maggio 1890 - 11 ottobre 1961) - sposò il 23 novembre 1922 Jørgen Castenskjold (30 novembre 1893 - 21 novembre 1978): con discendenza;
2. Alessandra (1 dicembre 1844 - 20 novembre 1925) - sposò il 10 marzo 1863 Edoardo VII del Regno Unito (9 novembre 1841 - 6 maggio 1910): con discendenza;
3. Giorgio I di Grecia (24 dicembre 1845 - 18 marzo 1913) discendenti vedi sotto: linea greca
4. Dagmar (26 novembre 1847 - 13 ottobre 1928) - sposò il 9 novembre 1866 Alessandro III di Russia (10 marzo 1845 - 1 novembre 1894)
5. Thyra (29 settembre 1853 - 26 febbraio 1933) - sposò il 21 dicembre 1878 Ernesto Augusto di Hannover (21 settembre 1845 - 14 novembre 1923): con discendenza;
6. Valdemaro (27 ottobre 1858 - 14 gennaio 1939) - sposò il 22 ottobre 1885 Maria d'Orléans (13 gennaio 1865 - 4 dicembre 1909):
  1. Aage (10 giugno 1887 - 19 febbraio 1940) - sposò il 1 febbraio 1914 Matilda Calvi (17 settembre 1885 - 16 ottobre 1949):
    1. Valdemaro (3 gennaio 1915 - 1 aprile 1995) - sposò Flora d'Huart-Saint-Mauris (10 agosto 1925 - 20 agosto 1995)

  2. Axel (12 agosto 1888 - 14 luglio 1964) - sposò il 22 maggio 1919 Margherita di Svezia (25 giugno 1899 - 4 gennaio 1977):
    1. Giorgio (16 aprile 1920 - 29 settembre 1986) - sposò il 16 settembre 1950 Anna Bowes-Lyon (4 dicembre 1917 - 26 settembre 1980):
    2. Flemming (9 marzo 1922 - 19 giugno 2002) - sposò il 24 maggio 1949 Alice Ruth Nielsen (8 ottobre 1924 - 25 luglio 2010):
      1. Valdemaro (24 gennaio 1950) - ha sposato il 24 maggio 1975, divorziando nel 1996, Jane Glarbog: con discendenza; ha sposato il 10 dicembre 1988 Jutta Beck: con discendenza;
      2. Birger (24 gennaio 1950) - ha sposato il 19 ottobre 1974, divorziando nel 1978, Minna Benedicta Tillisch: con discendenza; ha sposato il 28 novembre 1981, divorziando nel 1990, Susanne Kristensen; ha sposato il 4 marzo 2000 Lynne Denise Sharpe
      3. Carlo Giovanni (30 maggio 1952) - ha sposato il 3 settembre 1982, divorziando nel 1986, Dorritt Olsen: con discendenza; ha sposato nel novembre 1994, divorziando nel 2004, Colette Cabral: con discendenza; ha sposato il 20 settembre 2013, divorziando nel 2016, Lisa Jeanne Stollar
      4. Désirée (2 febbraio 1955) - sposò il 23 maggio 1981 Fergus Stewartson Smith, divorziando nel 1987: con discendenza; ha sposato il 6 febbraio 1988 Peter Rindom: con discendenza;

  3. Erik (8 novembre 1890 - 10 settembre 1950) - sposò l'11 febbraio 1924 Lois Frances Booth (2 agosto 1897 - 26 febbraio 1941):
    1. Alexandra Dagmar (5 febbraio 1927 - 5 ottobre 1992) - sposò il 2 maggio 1951 Ivar Emil Vind-Roj (5 gennaio 1921 - 11 febbraio 1977): con discendenza;
    2. Christian Edward (16 luglio 1932 - 24 marzo 1997) - ha sposato il 10 agosto 1962 Karin Luttichau (12 agosto 1938):
      1. Valdemar Erik (9 luglio 1965) - ha sposato il 29 giugno 1996 Charlotte Cruse (23 aprile 1967), divorziando nel 2005
        1. Nicolai Christian (1997)
        2. Marie Geraldine (1999)

      2. Marina Isabelle (28 marzo 1971)

  4. Viggo (25 dicembre 1893 - 4 gennaio 1970) - sposò il 10 giugno 1924 Eleanor Margaret Green (5 novembre 1895 - 3 luglio 1966)
  5. Margherita (17 settembre 1895 - 18 settembre 1992) - sposò il 9 giugno 1921 Renato di Borbone-Parma (17 ottobre 1894 - 30 luglio 1962): con discendenza;

### Linea greca
Giorgio I di Grecia (24 dicembre 1845 - 18 marzo 1913), re dal 1863 al 1913 - sposò il 27 ottobre 1867 Ol'ga Konstantinovna Romanova (3 settembre 1851 - 18 giugno 1926):
1. Constantino I (2 agosto 1868 - 11 gennaio 1923), re dal 1913 al 1917 & dal 1920 al 1922 - sposò il 27 ottobre 1889 Sofia di Prussia (14 giugno 1870 - 13 gennaio 1932):
  1. Giorgio II (20 luglio 1890 - 1 aprile 1947), re dal 1922 al 1924 - sposò il 27 febbraio 1921 Elisabetta di Romania (12 ottobre 1894 - 14 novembre 1956)
  2. Alessandro (1 agosto 1893 - 25 novembre 1920), re dal 1917 al 1920 - sposò il 17 novembre 1919 Aspasia Manos (4 settembre 1896 - 7 agosto 1972):
    1. Alessandra (25 marzo 1921 - 30 gennaio 1993) - sposò il 20 marzo 1944 Pietro II di Jugoslavia (6 settembre 1923 - 3 novembre 1970): con discendenza;

  3. Elena (2 maggio 1896 - 28 novembre 1982) - sposò il 10 marzo 1921 Carlo II di Romania (3 ottobre 1893 - 4 aprile 1953): con discendenza;
  4. Paolo (14 dicembre 1901 - 6 marzo 1964), re dal 1947 al 1964 - sposò il 9 gennaio 1938 Federica di Hannover (18 aprile 1917 - 6 febbraio 1981):
    1. Sofia (2 novembre 1938) - ha sposato il 14 maggio 1962 Juan Carlos I di Spagna (5 gennaio 1938): con discendenza;
    2. Costantino II (2 giugno 1940 - 10 gennaio 2023), re dal 1964 al 1973 - sposò il 18 settembre 1964 Anna Maria di Danimarca (30 agosto 1946):
      1. Alessia (10 luglio 1965) - ha sposato il 9 luglio 1999 Carlos Morales Quintana: con discendenza
      2. Paolo (20 maggio 1967) - ha sposato il 1 luglio 1995 Marie-Chantal Miller (17 settembre 1968):
        1. Maria-Olympia (25 luglio 1996)
        2. Constantine-Alexios (29 ottobre 1998)
        3. Achileas-Andreas (12 agosto 2000)
        4. Odysseus-Kimon (17 settembre 2004)
        5. Aristidis-Stavros (29 giugno 2008)

      3. Nicola (1 ottobre 1969) - ha sposato il 25 agosto 2010 Tatiana Blatnik (27 agosto 1980)
      4. Teodora (9 giugno 1983) - ha sposato il 28 settembre 2024 Matthew Kumar (1990)
      5. Filippo (26 aprile 1986) - ha sposato il 23 ottobre 2021 Nina Flohr (22 gennaio 1987)

    3. Irene (11 maggio 1942)

  5. Irene (13 febbraio 1904 - 15 aprile 1974) - sposò il 1 luglio 1939 Aimone di Savoia-Aosta (9 marzo 1900 - 29 gennaio 1948): con discendenz;
  6. Caterina (4 maggio 1913 - 2 ottobre 2007) - sposò il 21 aprile 1947 Richard Brandam (5 agosto 1911 - 28 marzo 1994)
2. Giorgio (24 giugno 1869 - 25 novembre 1957) - sposò il 12 dicembre 1907 Marie Bonaparte (2 luglio 1882 - 21 settembre 1962):
  1. Pietro (3 dicembre 1908 - 15 ottobre 1980)
  2. Eugenia (10 febbraio 1910 - 13 febbraio 1989) - sposò il 30 maggio 1938 Dominik Rainer Radziwill (22 gennaio 1911 - 19 novembre 1976), divorziando nel 1946: con discendenza; sposò il 28 novembre 1949 Raimondo della Torre e Tasso (16 marzo 1907 - 17 marzo 1986): con discendenza;
3. Alessandra (30 agosto 1870 - 24 settembre 1891) - sposò il 17 giugno 1889 Pavel Aleksandrovič Romanov (3 ottobre 1860 - 28 gennaio 1919): con discendenza;
4. Nicola (22 gennaio 1872 - 8 febbraio 1938) - sposò il 29 agosto 1902 Elena Vladimirovna Romanova (29 gennaio 1882 - 13 marzo 1957): 
  1. Olga (11 giugno 1903 - 16 ottobre 1997) - sposò nel 1923 Paolo Karađorđević (27 aprile 1893 - 14 settembre 1976): con discendenza;
  2. Elisabetta (24 maggio 1904 - 11 gennaio 1955) - sposò il 10 gennaio 1934 Carlo Teodoro di Toerring-Jettenbach (22 settembre 1900 - 14 maggio 1967): con discendenza;
  3. Marina (13 dicembre 1906 - 27 agosto 1968) - sposò il 29 novembre 1934 Giorgio, duca di Kent (20 dicembre 1902 - 25 agosto 1942): con discendenza;
5. Maria (20 febbraio 1876 - 14 dicembre 1940) - sposò il 12 maggio 1900 Georgij Michajlovič Romanov (23 agosto 1863 - 28 gennaio 1919); sposò il 16 dicembre 1922 Perikles Ioannidis (1 novembre 1881 - 7 febbraio 1965): con discendenza;
6. Olga (1880)
7. Andrea (2 febbraio 1882 - 3 dicembre 1944) - sposò il 7 ottobre 1903 Alice di Battenberg (25 febbraio 1885 - 5 dicembre 1969):
  1. Margherita (18 aprile 1905 - 24 aprile 1981) - sposò nel 1931 Goffredo di Hohenlohe-Langenburg (24 maggio 1897 - 11 maggio 1960): con discendenza;
  2. Teodora (30 maggio 1906 - 16 ottobre 1969) - sposò il 17 agosto 1931 Bertoldo di Baden (24 febbraio 1906 - 27 ottobre 1963): con discendenza;
  3. Cecilia (22 giugno 1911 - 16 novembre 1937) - sposò il 2 febbraio 1931 Giorgio Donato d'Assia-Darmstadt (8 novembre 1906 - 16 novembre 1937): con discendenza;
  4. Sofia (26 giugno 1914 - 24 novembre 2001) - sposò il 15 dicembre 1930 Cristoforo d'Assia-Kassel (14 maggio 1901 - 7 ottobre 1943): con disc; sposò poi il 23 aprile 1946 Giorgio Guglielmo di Hannover (25 marzo 1915 - 8 gennaio 2006): con discendenza;
  5. Filippo (10 giugno 1921 - 9 aprile 2021) - discendenti vedi sotto: linea inglese
8. Cristoforo (10 agosto 1888 - 21 gennaio 1940) - sposò il 1 gennaio 1920 Nonie May Stewart (20 gennaio 1878 - 29 agosto 1923); sposò l'11 febbraio 1929 Francesca d'Orléans (25 dicembre 1902 - 25 febbraio 1953):
  1. (II) Michele (7 gennaio 1939 - 28 luglio 2024) - ha sposato il 7 febbraio 1965 Marina Karella (17 luglio 1940):
    1. Alexandra (15 ottobre 1968) - ha sposato il 27 giugno 1998 Nicolas Mirzayantz: con discendenza;
    2. Olga (11 novembre 1971) - ha sposato il 27 settembre 2008 Aimone di Savoia-Aosta (13 ottobre 1967): con discendenza;

#### Linea inglese
Filippo di Grecia (10 giugno 1921 - 9 aprile 2021) - sposò il 20 novembre 1947 Elisabetta II del Regno Unito (21 aprile 1926 - 8 settembre 2022):
1. Carlo III (14 novembre 1948), re del Regno Unito dal 2022 - ha sposato il 29 luglio 1981, divorziando nel 1996 Diana Spencer (1 luglio 1961 - 31 agosto 1997); ha sposato poi l'8 aprile 2005 Camilla Shand (17 luglio 1947):
  1. (I) William (21 giugno 1982) - ha sposato il 29 aprile 2011 Catherine Middleton (9 gennaio 1982):
    1. George (22 luglio 2013)
    2. Charlotte (2 maggio 2015)
    3. Louis (23 aprile 2018)

  2. Henry (15 settembre 1984) - ha sposato il 19 maggio 2018 Meghan Markle (4 agosto 1981):
    1. Archie (6 maggio 2019)
    2. Lilibet (4 giugno 2021)
2. Anna (15 agosto 1950) - ha sposato il 14 novembre 1973, divorziando nel 1992, Mark Phillips (22 settembre 1948): con discendenza; ha sposato il 12 dicembre 1992 Timothy Laurence (1 marzo 1955)
3. Andrea (19 febbraio 1960) - ha sposato il 23 luglio 1986 Sarah Ferguson (15 ottobre 1959), divorziando nel 1996
  1. Beatrice (8 agosto 1988) - ha sposato il 29 maggio 2020 Edoardo Mapelli Mozzi (19 novembre 1983): con discendenza;
  2. Eugenia (23 marzo 1990) - ha sposato il 12 ottobre 2018 Jack Brooksbank (3 maggio 1986): con discendenza;ù
4. Edoardo (10 marzo 1964) - ha sposato il 19 giugno 1999 Sophie Rhys-Jones (20 gennaio 1965):
  1. Louise (8 novembre 2003)
  2. James (17 dicembre 2007)

### Linea norvegese
Haakon VII di Norvegia (3 agosto 1872 - 21 settembre 1957), re di Norvegia dal 1905 al 1957 - sposò il 22 luglio 1896 Maud del Galles (26 novembre 1869 - 20 novembre 1938):
1. Olav V (2 luglio 1903 - 17 gennaio 1991), re dal 1957 al 1991 - sposò il 21 marzo 1939 Marta di Svezia (28 marzo 1901 - 21 aprile 1954):
  1. Ragnhild (9 giugno 1930 - 16 settembre 2012) - sposò nel 1953 Erling Lorentzen: con discendenza;
  2. Astrid (12 febbraio 1932) - sposò nel 1961 Johan Ferner: con discendenza;
  3. Harald V (21 febbraio 1937), re dal 1991 - sposò il 29 agosto 1968 Sonja Haraldsen (4 luglio 1937):
    1. Marta Luisa (22 settembre 1971) - ha sposato il 24 maggio 2002 Ari Behn (30 settembre 1972 - 25 dicembre 2019): con discendenza;
    2. Haakon (20 luglio 1973) - ha sposato il 25 agosto 2001 Mette-Marit Tjessem Høiby (19 agosto 1973):
      1. Ingrid Alexandra (21 gennaio 2004)
      2. Sverre Magnus (3 dicembre 2005)